# Fosforina
La fosforina (nombre IUPAC : fosfinina) pertenece a la familia de los heteroarenos análogo de la piridina, reemplazando el átomo de nitrógeno por un  átomo de fósforo, que es un  elemento más pesado. Es conocido también como fosfabenceno y pertenece a la clase de los fosfaalquenos. La fosforina es un compuesto aromático organofosforado planar que cuenta con un 88% de la aromaticidad de la que posee el benceno. 
La fosforina es un aceite sensible al aire, pero por lo demás es estable cuando se manipula con técnicas sin aire (sin embargo, los derivados sustituidos a menudo se pueden manipular con aire sin riesgo de descomposición).
La estabilidad de la  fosforina proviene de las cercanas   electronegatividades del fósforo (2,1) y del carbono (2,5). Las propiedades físicas y químicas de los metales complejados  que llevan fosforina como ligando, son de amplio objeto de estudio.

## Historia
La primera fosforina que se aisló fue la 2,4,6-trifenilfosforina, sintetizada por Gottfried Märkl en 1966 mediante condensación de la sal de pirilio correspondiente y una fosfina (P(CH2OH)3 y P(SiMe3)3):

La fosforina sin sustituyentes no fue sintetizada hasta 1971 por Arthur J. Ashe III. El acoplamiento de bromuro de propargilo (1) con bromuro de acetilenmagnesio (2) da penta-1,4-diino (3), que se hace reaccionar con hidruro de dibutilestaño para dar 1,4-dihidro-1,1-dibutilestaño benceno (4). La reacción de este intermedio con tribromuro de fósforo da bromuro de fosfano (5). La deshidrohalogenación posterior con diazabiciclononas (DBN) da fosfabenceno (6):

Francois Mathey, uno de los químicos de fósforo más importantes del mundo, desarrolló aún más los métodos de Ashe que involucran estos compuestos con complejos de metales de transición, incluidas reacciones de acoplamiento catalizadas por paladio y níquel.

## Propiedades y reactividad
Aunque la  fosforina es el homólogo de la piridina más cercano (dentro de la familia de los heteroarenos), la estructura electrónica es muy diferente de esta. El par solitario de electrones del átomo de nitrógeno de la piridina es su orbital HOMO, por lo que la  piridina tiene buena capacidad de donar electrones (donante σ). Sin embargo, el HOMO y LUMO de la fosforina, por el contrario, son sus orbitales atómicos π y π*, y el par solitario de electrones se encuentra en un nivel de energía más bajo. Por esta razón, la fosforina actúa más como ligando dador-σ y aceptor-π.
La piridina reacciona con los nucleófilos predominantemente en la posición C2 debido a la mayor electronegatividad del átomo de nitrógeno. La fosforina, por otro lado, forma derivados λ4 con nucleófilos, que a su vez reaccionan con electrófilos para formar λ5-fosforinas.

## Complejos de metales de transición
A partir del fosfabenceno se conocen muchos complejos de metales de transición. Estos también incluyen ligandos mixtos de fosfazenos/fosfabencenos, que fueron estudiados por Mathey. Los sistemas de fosfabenceno-rodio parecen ser superiores a los catalizadores convencionales para la hidroformilación de olefinas terminales e internas.
En su libro, el químico organometálico Ch. Elschenbroich, analiza otros compuestos complejos de fosfabenceno en los que el ligando funciona como ligando η1 y η6. (η1-C5H5P)-Mo(CO)5 fue descrito por Ashe en 1977. Otros metales de transición tienden a formar complejos como (η6-RnC5H5-nP)nCr(CO)6-n, que fue sintetizado por Nöth en 1973.